# Conrad Stoltz (triathlon)
Pour les articles homonymes, voir Stoltz.
Conrad Stoltz né le 23 octobre 1973 à Lydenburg en Afrique du Sud est un triathlète professionnel, sextuple champion d'Afrique de triathlon (1993, 1995, 1998, 2000, 2001, 2003 et 2004), quadruple champion du monde Xterra (2001, 2002, 2007, 2010) et triple champion du monde de triathlon cross (2011, 2012, 2013). Il pratique également le cyclisme sur route au niveau national.

## Biographie
Conrad Stoltz est né à Lydenburg, Afrique du Sud et il vit à Morgan Hill en Californie. Il commence la compétition dans les disciplines multi-sports, triathlon, duathlon et s'implique aussi dans le cyclisme. Il est le premier champion d'Afrique de triathlon en 1993, titre qu'il remporte à l'âge de 17 ans, il en remportera six autres, mais à partir de 2001 , il se spécialise dans le triathlon cross dont il participera de nombreuses fois au circuit mondial : Xterra Triathlon. Après ses études, il participe à six saisons de triathlon en France.
Il remporte son premier championnat du monde Xterra en 2001 et défend son titre avec succès en 2002. Après s'être blessé plusieurs fois au dos en trois endroits et brisé les poignets huit fois en divers endroits, il se rétablit et remporte en 2007 cinq des courses qualificatives du circuit américain, et remporte pour la troisième fois le championnat du monde de Xterra. Il remporte de nouveaux ces titres en 2007 et 2010. Créé en 2011, il est vainqueur également sur les trois premières éditions du championnats du monde de triathlon cross de la Fédération internationale de triathlon (ITU) en 2011, 2012 et 2013. Au total, il  remporte sept titres mondiaux confondus et cinquante deux Xterra triathlon partout dans le monde.
Il participe aux Jeux olympiques d'été de 2000, blessé à la jambe avant le départ il finit 20e. En 2014, à l'âge de 40 ans, il participe et termine 3e aux championnats d'Afrique du Sud de contre-la-montre (40 km de vélo de route) en un temps de 51 min 46 s.
Conrad Stoltz annonce en 2015 la fin de sa carrière sportive. Après une dernière compétition de cross triathlon, le championnat d'Europe de Xterra Triathlon. Avec sept titres de champion d'Afrique de triathlon, quatre titres de champion du monde de Xterra Triathlon, trois de champion du monde de triathlon cross (ITU) et 53 victoires sur compétitions hors-routes, il met un terme sans regret à sa carrière, la considérant comme pleine de remarquables souvenirs et désireux de se consacrer désormais à ses enfants.

## Palmarès
Le tableau présente les résultats les plus significatifs (podium) obtenus sur le circuit international de triathlon depuis 1994,.
| Année | Compétition                             | Pays           | Position      | Temps           |
| ----- | --------------------------------------- | -------------- | ------------- | --------------- |
| 2014  | Xterra Italie                           | Italie         |               | 2 h 50 min 39 s |
| 2013  | Championnat du monde de triathlon cross | Pays-Bas       |               | 2 h 1 min 38 s  |
| 2013  | Xterra Italie                           | Italie         | Médaille d'or | Timing          |
| 2012  | Championnat du monde de triathlon cross | États-Unis     |               | 2 h 12 min 11 s |
| 2012  | Xterra Beaver Creek                     | États-Unis     | Médaille d'or | 2 h 7 min 5 s   |
| 2011  | Championnat du monde de triathlon cross | Espagne        |               | 1 h 26 min 40 s |
| 2011  | Xterra Japon                            | Japon          |               | Timing          |
| 2011  | Xterra Pacifique                        | États-Unis     |               | 2 h 12 min 51 s |
| 2010  | Championnat du monde Xterra - Maui      | États-Unis     |               | 2 h 31 min 7 s  |
| 2007  | Championnat du monde Xterra - Maui      | États-Unis     |               | 2 h 31 min 7 s  |
| 2005  | Xterra Afrique du Sud                   | Afrique du Sud |               | Timing          |
| 2004  | Championnats d'Afrique de triathlon     | Afrique du Sud |               | 2 h 5 min 45 s  |
| 2003  | Championnats d'Afrique de triathlon     | Afrique du Sud |               | 1 h 47 min 14 s |
| 2002  | Championnat du monde Xterra - Maui      | États-Unis     |               | Timing          |
| 2001  | Championnat du monde Xterra - Maui      | États-Unis     |               | Timing          |
| 2001  | Championnats d'Afrique de triathlon     | Afrique du Sud |               | 1 h 56 min 16 s |
| 2000  | Championnats d'Afrique de triathlon     | Afrique du Sud |               | 2 h 1 min 8 s   |
| 1998  | Championnats d'Afrique de triathlon     | Namibie        |               | 1 h 50 min 54 s |
| 1995  | Championnats d'Afrique de triathlon     | Zimbabwe       |               | 2 h 6 min 42 s  |
| 1993  | Championnats d'Afrique de triathlon     | Afrique du Sud |               | 1 h 48 min 19 s |

## Palmarès en cyclisme sur route
| Année | Compétition                                      | Pays           | Position | Temps  |
| ----- | ------------------------------------------------ | -------------- | -------- | ------ |
| 2014  | Championnat d'Afrique du Sud du contre-la-montre | Afrique du Sud |          | Timing |

### Classements mondiaux
| Année           | 2014 |
| --------------- | ---- |
| UCI Africa Tour | 211e |